# Chlamydoselachus goliath
†Chlamydoselachus goliath es una especie extinta de la familia Chlamydoselachidae del género Chlamydoselachus y del orden Hexanchiformes que vivió en el Cretáceo y en la República Argentina.